# Ian Iacobi
Friedrich Heinrich Ian Arnold Iacobi, född den 7 maj 1916 i Stockholm, död den 22 augusti 2008 i Danderyd, var en svensk militär. Han var son till Arnold Iacobi.

## Biografi
Iacobi avlade studentexamen 1935. Han flygutbildades vid Flygvapnet i Krigsflygskolan (F 5), och placerades efter utbildningen som fänrik och jaktpilot vid Svea flygflottilj (F 8) 1939. När regeringen gav tillstånd till att ett frivilligt Svenska frivilligflottiljen i Finland anmälde sig Iacobi. Han svarade för den första nedskjutningen av en rysk Polikarpov I-15 den 12 januari 1940 och blev därmed den förste svenske flygvapenpilot som segrat i en luftstrid. I februari utsågs Iacobi till jaktflygchef vid förbandet efter kapten Åke Söderberg som återvände till Sverige. Efter vinterkriget fortsatte han sin tjänstgöring vid Flygvapnet och utnämndes till löjtnant 1941. Iacobi tjänstgjorde vid F 5 från 1941, vid Skånska flygflottiljen (F 10) från 1943, vid Tredje flygeskaderns (E 3) stab från 1946, vid Östgöta flygflottilj (F 3) från 1950 och vid Fjärde flygeskaderns (E 4) stab 1957–1962. Han genomgick Flygkrigshögskolan 1944–1946 och Försvarshögskolan 1959. Iacobi befordrades till kapten 1946, till major 1952, till överstelöjtnant 1959 och till överste 1963. Mellan 1962 och 1966 var han flottiljchef vid F 10. Han var därefter flyginspektör och sektionschef vid staben för Södra militärområdet, där han blev tillförordnad souschef 1969. Iacobi blev riddare av Svärdsorden 1952, kommendör av samma orden 1966 och kommendör av första klassen 1969. Han är begravd på Djursholms begravningsplats.